# Lac Alto Anchicayá
Le lac Alto Anchicayá est un lac de barrage situé dans le département de Valle del Cauca, en Colombie.  

## Géographie
Le lac Alto Anchicayá est situé dans la municipalité de Buenaventura,à 40 km à l'ouest de la ville de Cali. Il fait partie, avec le lac Bajo Anchicayá, d'un système de deux barrages situés sur le cours du río Anchicayá.
Il a un volume de 45 millions de m3.